# Lista gier komputerowych wydanych przez Blizzard Entertainment
Blizzard Entertainment to amerykański producent i wydawca gier komputerowych z siedzibą w Irvine w Kalifornii. Firma została założona w lutym 1991 roku pod nazwą Silicon & Synapse przez Michaela Morhaime, Franka Pearce’a i Allena Adhama. Firma początkowo koncentrowała się na portowaniu innych gier na komputery i inne platformy, m.in. RPM Racing (1991), remake Racing Destruction Set (1985). Jednak w 1992 roku firma zaczęła produkować własne oryginalne gry na konsole domowe, w tym The Lost Vikings (1992) i Rock n 'Roll Racing (1993), a wraz z grą Warcraft: Orcs & Humans (1994) przeszła na produkowanie gier na komputery osobiste. W 1994 roku firma została przemianowana na Blizzard Entertainment. Następnie w 1996 roku firma Condor, tworząca Diablo (1996), została połączona z Blizzardem i przemianowana na Blizzard North, które pozostało oddzielnym studiem deweloperskim, dopóki nie zostało zamknięte w 2005 roku.
W 1994 roku Blizzard został przejęty przez dystrybutora Davidson & Associates, a łańcuch przejęć w ciągu następnych czterech lat doprowadził firmę do bycia częścią Vivendi Games, spółki zależnej od Vivendi; z kolei gdy Vivendi Games połączyło się z Activision w 2008 roku, powstała firma otrzymała nazwę Activision Blizzard. Nazwa została zachowana, gdy w 2013 roku Activision Blizzard stało się niezależną firmą, podczas gdy sam Blizzard był samodzielną spółką zależną przez cały czas. W 2021 roku Blizzard i studio deweloperskie Vicarious Visions zostały połączone, w wyniku czego pracownicy VV są zaangażowani w produkcję gier Blizzarda; rok później zakończono fuzję obu studiów deweloperskich, a nazwę Vicarious Visions zmieniono na Blizzard Albany. W czerwcu 2022 roku Blizzard ogłosił przejęcie studia deweloperskiego Proletariat w 2023 roku, które miało wspierać produkcję World of Warcraft. 13 października 2023 roku firma Activision Blizzard i studia zależne, w tym Blizzard, zostały przejęte przez Microsoft.
Od czasu wydania Warcrafta, Diablo i StarCrafta (1998) Blizzard skupił się prawie wyłącznie na seriach Warcraft, Diablo i StarCraft. Jedynym wyjątkiem był najnowszy tytuł firmy, Overwatch (2016). Wszystkie gry Blizzarda wydane od 2004 roku wciąż są rozbudowywane i aktualizowane, zwłaszcza długoterminowa gra MMORPG o nazwie World of Warcraft (2004). Z ponad 100 milionami założonych kont w 2014 roku i 9 miliardami dolarów przychodu w 2017 roku, World of Warcraft jest jedną z najlepiej sprzedających się gier komputerowych i najlepiej zarabiających gier komputerowyh wszech czasów. Od 1991 do 2023 roku Blizzard Entertainment stworzył 26 gier i 17 dodatków, a także opracował osiem portów między 1992 a 1993 rokiem; 30 gier lub dodatków to produkty, będące częścią serii Warcraft, Diablo czy StarCraft. 
Od marca 2019 roku gry tworzone i wydawane przez Blizzarda zaczęły pojawiać się na innych platformach dystrybucji cyfrowej niż dotychczas tylko na Battle.net. Początkowo w 2019 roku udostępniono dwie części Warcrafta i Diablo na GOG.com, a w następnych latach Overwatch 2 i Diablo IV na Steam. W 2023 roku dyrektor generalny Microsoft Gaming Phil Spencer stwierdził, że gry Activision Blizzard, w tym produkcje Blizzarda, trafią do biblioteki Game Pass w 2024 roku. Pierwszą grą, która trafiła do Game Pass było Diablo IV w marcu 2024 roku

## Gry

### Silicon & Synapse / Chaos Studios
| Tytuł                                             | Szczegóły |
| ------------------------------------------------- | --- |
| RPM Racing Data premiery: Listopad 1991           | Lata wydawania według systemów: 1991 – Super Nintendo Entertainment System 2021 – PC Windows, PlayStation 4, PlayStation 5, Xbox One, Xbox Series X/S, Nintendo Switch Informacje i uwagi: - Wyścigi - Stworzona przez Silicon & Synapse i wydana przez Interplay Productions - Remake gry Racing Destruction Set (1985) wydanej przez Electronic Arts - 13 kwietnia 2021 roku pojawiła się odnowiona wersja oryginalnej gry, opracowana i opublikowana przez Blizzard w ramach Blizzard Arcade Collection (2021) |
| The Lost Vikings Data premiery: 4 maja 1992       | Lata wydawania według systemów: 1991 – Sega Genesis, Super Nintendo Entertainment System 1993 – PC MS-DOS 1994 – AmigaOS, Amiga CD32 2004 – Game Boy Advance 2014 – PC Windows 2021 – PlayStation 4, PlayStation 5, Xbox One, Xbox Series X/S, Nintendo Switch Informacje i uwagi: - Platformówka logiczna - Stworzona przez Silicon & Synapse i wydana przez Interplay Productions - 320 tys. sprzedanych egzemplarzy - Od 2 maja 2014 roku udostępniona do pobrania za darmo w usłudze Blizzard Battle.net - 20 lutego 2021 roku pojawiła się odnowiona wersja oryginalnej gry, opracowana i opublikowana przez Blizzard w ramach Blizzard Arcade Collection (2021)            |
| Rock n' Roll Racing Data premiery: 4 czerwca 1993 | Lata wydawania według systemów: 1991 – Sega Genesis, Super Nintendo Entertainment System 2003 – Game Boy Advance 2014 – PC Windows 2021 – PlayStation 4, PlayStation 5, Xbox One, Xbox Series X/S, Nintendo Switch Informacje i uwagi: - Wyścigi połączone z walką - Stworzona przez Silicon & Synapse i wydana przez Interplay Productions - Gra pierwotnie miała być kontynuacją RPM Racing - Od 2 maja 2014 roku udostępniona do pobrania za darmo w usłudze Blizzard Battle.net (okrojona wersja „lite” na Windows) - 20 lutego 2021 roku pojawiła się odnowiona wersja oryginalnej gry, opracowana i opublikowana przez Blizzard w ramach Blizzard Arcade Collection (2021) |

### Blizzard Entertainment
| Tytuł                                                                            | Szczegóły |                          |
| -------------------------------------------------------------------------------- | --- | ------------------------ |
| The Death and Return of Superman Data premiery: sierpień 1994 lub czerwiec 1995  | Lata wydawania według systemów: 1994 – Super Nintendo Entertainment System 1995 – Sega Genesis Informacje i uwagi: - Bijatyka - Stworzona przez Blizzard i wydana przez Sunsoft - 125 tys. sprzedanych egzemplarzy |                          |
| Blackthorne Data premiery: wrzesień lub grudzień 1994                            | Lata wydawania według systemów: 1994 – Super Nintendo Entertainment System, PC MS-DOS 1995 – Sega 32X 1996 – Mac OS, NEC PC-98 2003 – Game Boy Advance 2013 – PC Windows 2021 – PlayStation 4, PlayStation 5, Xbox One, Xbox Series X/S, Nintendo Switch Informacje i uwagi: - Platformówka logiczna - Stworzona przez Blizzard i wydana przez Interplay Productions - Została wydana pod nazwą Blackhawk w niektórych krajach europejskich - 50 tys. sprzedanych egzemplarzy - Od 31 października 2013 roku udostępniona do pobrania za darmo w usłudze Blizzard Battle.net (wersja na Windows i Mac) - 20 lutego 2021 roku pojawiła się odnowiona wersja oryginalnej gry, opracowana i opublikowana przez Blizzard w ramach Blizzard Arcade Collection (2021) |                          |
| Warcraft: Orcs & Humans Data premiery: 23 listopada 1994                         | Lata wydawania według systemów: 1994 – PC MS-DOS 1996 – Mac OS 2019 – PC Windows (GOG.com) Informacje i uwagi: - Strategia czasu rzeczywistego - Stworzona i wydana przez Blizzard Entertainment - 1,1 mln sprzedanych egzemplarzy - 30 stycznia 2024 roku gra pojawiła się na Battle.net. - 13 listopada 2024 roku z okazji 30-lecia serii Warcraft wydano odnowioną wersję gry zwaną Warcraft: Remastered, dostępną osobno, jak i w ramach Warcraft Remastered Battle Chest (2024). 26 czerwca 2025 roku Warcraft: Remastered został udostępniony w ramach usługi PC Game Pass |                          |
| Justice League Task Force Data premiery: marzec lub kwiecień 1995                | Lata wydawania według systemów: 1995 – Super Nintendo Entertainment System, Sega Genesis Informacje i uwagi: - Bijatyka - Stworzona przez Blizzard i Condor; wydana przez Sunsoft - 250 tys. sprzedanych egzemplarzy |                          |
| Warcraft II: Tides of Darkness Data premiery: 9 grudnia 1995                     | Lata wydawania według systemów: 1995 – PC MS-DOS, Mac OS 1997 – Sega Saturn, PlayStation 1999 – PC Windows (2019 – GOG.com) Informacje i uwagi: - Strategia czasu rzeczywistego - Stworzona i wydana przez Blizzard Entertainment - 3 mln sprzedanych egzemplarzy (do 2001 roku, wszystkie wersje gry) - Do gry wydano oficjalny dodatek o nazwie Warcraft II: Beyond the Dark Portal (1996) stworzony przez Cyberlore Studios i Blizzard; wydany przez Blizzard Entertainment. Ponadto wydano nieoficjalne rozszerzenia: W! Zone (1996) i W! Zone II: Retribution (1996) stworzone przez Sunstorm Interactive i wydane przez WizardWorks oraz The Next 70 Levels (1997) i The Next 350 Levels (1997) stworzone i wydane przez Maverick Software - 30 stycznia 2024 roku gra (wersja Warcraft II Battle.net Edition) wraz z dodatkiem Beyond the Dark Portal pojawiła się na Battle.net. 13 listopada 2024 roku z okazji 30-lecia serii Warcraft wydano odnowioną wersję gry zwaną Warcraft II: Remastered (Warcraft II Battle.net Edition i dodatek Beyond the Dark Portal), dostępną osobno, jak i w ramach Warcraft Remastered Battle Chest (2024). 26 czerwca 2025 roku Warcraft II: Remastered został udostępniony w ramach usługi PC Game Pass - Oryginalna gra i dodatek Beyond the Dark Portal zostały wydane w trzech edycjach: Warcraft II: Battle Chest (1996), Warcraft II: The Dark Saga (1997) oraz Warcraft II: Battle.net Edition (1999). Gra została wydana również sama w edycji zbiorczej Blizzard’s Game of the Year Collection (1998), a następnie wraz z dodatkiem Dark Portal w kolekcjach Blizzard Anthology (2000) i Warcraft III: Reign of Chaos Exclusive Gift Set (2002). |                          |
| Warcraft II: Beyond the Dark Portal Data premiery: 16 maja 1996                  | Lata wydawania według systemów: 1996 – PC MS-DOS, Mac OS 1997 – Sega Saturn, PlayStation 1999 – PC Windows (2019 – GOG.com) Informacje i uwagi: - Strategia czasu rzeczywistego, dodatek do Warcraft II: Tides of Darkness - Stworzony i wydany przez Blizzard Entertainment |                          |
| Diablo Data premiery: 31 grudnia 1996                                            | Lata wydawania według systemów: 1996 – PC Windows (2019 – GOG.com) 1998 – Mac OS, PlayStation 2025 – PC Game Pass Informacje i uwagi: - Fabularna gra akcji hack and slash - Stworzona przez Blizzard North i wydana przez Blizzard Entertainment - 2,5 mln sprzedanych egzemplarzy (do połowy 2001 roku) - Do gry wydano dodatek o nazwie Diablo: Hellfire (1997) stworzony przez Synergistic Software i wydany przez Sierra On-Line - 30 stycznia 2024 roku gra wraz z dodatkiem Hellfire pojawiła się na Battle.net - Została odtworzona w wydarzeniu do Diablo III (2012) pt. Ciemność nad Tristram; wydana w aktualizacji z 2016 roku z okazji 20–lecia serii. Ponownie pojawiła się w Diablo III w latach 2020–2024 - Edycja Diablo + Hellfire (1998) zawiera zarówno oryginalną grę, jak i dodatek Hellfire. Ponadto znalazła się bez dodatku w kolekcjach Blizzard’s Game of the Year Collection (1998), Blizzard Anthology (2000), Diablo II: Gift Pack (2000) i Diablo: Battle Chest (2001) |                          |
| The Lost Vikings 2 Data premiery: 27 lutego 1997                                 | Lata wydawania według systemów: 1997 – Super Nintendo Entertainment System, PC MS-DOS, Windows, Sega Saturn, PlayStation 2021 – PlayStation 4, PlayStation 5, Xbox One, Xbox Series X/S, Nintendo Switch Informacje i uwagi: - Platformówka logiczna - Stworzona przez Blizzard i Beam Software; wydana przez Blizzard Entertainment - 725 tys. sprzedanych egzemplarzy - Niektóre wersje gry zostały wydane pod nazwą Lost Vikings 2: Norse by Norsewest lub Norse by Norse West: The Return of Lost Vikings - 13 kwietnia 2021 roku pojawiła się odnowiona wersja oryginalnej gry, opracowana i opublikowana przez Blizzard w ramach Blizzard Arcade Collection (2021) |                          |
| Diablo: Hellfire Data premiery: 15 września lub 24 listopada 1997                | Lata wydawania według systemów: 1997 – PC Windows (2019 – GOG.com) Informacje i uwagi: - Fabularna gra akcji hack and slash, dodatek do Diablo - Stworzony przez Synergistic Software (oddział Sierra On-Line) na zlecenie Blizzarda i wydany przez Sierra On-Line |                          |
| StarCraft Data premiery: 31 marca 1998                                           | Lata wydawania według systemów: 1997 – PC Windows 1999 – Mac OS 2000 – Nintendo 64 Informacje i uwagi: - Strategia czasu rzeczywistego - Stworzona i wydana przez Blizzard Entertainment - 11 mln sprzedanych egzemplarzy (do połowy 2009 roku, podstawowa gra i dodatek), w tym 4,5 mln w Korei Południowej i 916 tys. w Stanach Zjednoczonych - Do gry wydano oficjalny dodatek o nazwie StarCraft: Brood War (1998) stworzony przez Blizzard i Saffire Corporation; wydany przez Blizzard Entertainment. Ponadto wydano dwa add-ony autoryzowane przez Blizzarda: StarCraft: Insurrection (znane również jako Insurrection: Campaigns for StarCraft) stworzone przez Aztech New Media i wydane przez Blizzard 31 lipca 1998 oraz StarCraft: Retribution, stworzone przez Stardock Corporation i wydane WizardWorks Software później w 1998 roku - Wersja gry na Nintendo 64 nosi nazwę StarCraft 64; została stworzona przez Blizzard i Mass Media oraz wydana przez Nintendo 13 lipca 2000 roku - Od 19 kwietnia 2017 roku udostępniony do pobrania za darmo w usłudze Blizzard Battle.net - Edycja StarCraft Battle Chest (1999) zawiera zarówno oryginalną grę, jak i dodatek Brood War. Ponadto znalazła się bez dodatku w Blizzard’s Game of the Year Collection (1998) oraz z dodatkiem Brood War w Blizzard Anthology (2000) |                          |
| StarCraft: Brood War Data premiery: 18 grudnia 1998                              | Lata wydawania według systemów: 1998 – PC Windows 1999 – Mac OS Informacje i uwagi: - Strategia czasu rzeczywistego, dodatek do StarCraft - Stworzony przez Blizzard i Saffire Corporation; wydany przez Blizzard Entertainment - 1,5 mln sprzedanych egzemplarzy (doba od premiery) |                          |
| Diablo II Data premiery: 29 czerwca 2000                                         | Lata wydawania według systemów: 2000 – PC Windows, Mac OS, OS X Informacje i uwagi: - Fabularna gra akcji hack and slash - Stworzona przez Blizzard North i wydana przez Blizzard Entertainment - 4,2 mln sprzedanych egzemplarzy (do połowy 2001 roku), w tym 1,7 mln w Stanach Zjednoczonych, 400 tys. w Niemczech, Austrii i Szwajcarii oraz 200 tys. w Wielkiej Brytanii. - Do gry wydano oficjalny dodatek o nazwie Diablo II: Lord of Destruction (2001) stworzony i wydany przez Blizzard Entertainment - Edycja Diablo II Gold Edition (2001) zawiera zarówno oryginalną grę, jak i dodatek Lord of Destruction. Ponadto znalazła się bez dodatku w Diablo II: Gift Pack (2000) oraz z dodatkiem Lord of Destruction w Diablo: Battle Chest (2001) |                          |
| Diablo II: Lord of Destruction Data premiery: 27 czerwca 2001                    | Lata wydawania według systemów: 2001 – PC Windows, Mac OS Informacje i uwagi: - Fabularna gra akcji hack and slash, dodatek do Diablo II - Stworzony przez Blizzard North i wydany przez Blizzard Entertainment - 2,5 mln sprzedanych egzemplarzy, w tym 860 tys. w Stanach Zjednoczonych i 100 tys. w Wielkiej Brytanii |                          |
| Warcraft III: Reign of Chaos Data premiery: 3 lipca 2002                         | Lata wydawania według systemów: 2002 – PC Windows, Mac OS, OS X Informacje i uwagi: - Strategia czasu rzeczywistego - Stworzona i wydana przez Blizzard Entertainment - 4,4 mln sprzedanych egzemplarzy (do 2004 roku, wszystkie wersje gry), w tym 1 mln w Stanach Zjednoczonych oraz po 200 tys. w Wielkiej Brytanii i Francji - Do gry wydano oficjalny dodatek o nazwie Warcraft III: The Frozen Throne (2001) stworzony i wydany przez Blizzard Entertainment - W wyniku wydania Warcraft III: Reforged klient klasycznej wersji Warcrafta III (i dodatku The Frozen Throne) został zintegrowany z odnowioną wersją gry i nie jest dostępny do pobrania na platformie Battle.net - Edycja Warcraft III: Battle Chest (2001) zawiera zarówno oryginalną grę, jak i dodatek The Frozen Throne. Ponadto znalazła się bez dodatku w kolekcji Warcraft III: Reign of Chaos Exclusive Gift Set (2002) |                          |
| Warcraft III: The Frozen Throne Data premiery: 1 lipca 2003                      | Lata wydawania według systemów: 2003 – PC Windows, Mac OS, OS X Informacje i uwagi: - Strategia czasu rzeczywistego, dodatek do Warcraft III: Reign of Chaos - Stworzony i wydany przez Blizzard Entertainment - 3,5 miliona sprzedanych egzemplarzy, w tym 100 tys. w Wielkiej Brytanii |                          |
| World of Warcraft Data premiery: 23 listopada 2004                               | Lata wydawania według systemów: 2004 – PC Windows, Mac OS, OS X Informacje i uwagi: - Massively multiplayer online role-playing game, gra wymaga płatnego abonamentu - Stworzona i wydana przez Blizzard Entertainment - 14,5 mln sprzedanych egzemplarzy, w tym 1,4 mln w Stanach Zjednoczonych i 300 tys. w Wielkiej Brytanii. W 2017 roku podano, że World of Warcraft od premiery odnotował 9,23 mld dolarów przychodu (oraz 161 mln w 2018 roku). W 2020 roku gra wygenerowała kolejny 1 mld dolarów przychodu - W 2010 roku World of Warcraft osiągnął rekordowe 12 mln subskrypcji, z kolei po 2012 roku odnotowywano głównie spadki aktywnych subskrybentów (2012 – 10 mln, 2013 – 7,8 mln, 2014 – 6,8 mln i 10 mln, 2015 – 7,1 mln i 5,5 mln) - 28 stycznia 2014 roku Blizzard poinformował, że od czasu premiery gry założono 100 mln kont (w tym testowych), a gracze pochodzili z 244 państw i terytoriów zależnych - Na BlizzCon 2017 zapowiedziano klasyczną wersję gry, która ukazała się pod nazwą World of Warcraft Classic; jej premiera miała miejsce 27 sierpnia 2019 roku - Do gry wydano 10 oficjalnych dodatków, stworzonych i wydanych przez Blizzard Entertainment: World of Warcraft: The Burning Crusade (2007), World of Warcraft: Wrath of the Lich King (2008), World of Warcraft: Cataclysm (2010), World of Warcraft: Mists of Pandaria (2012), World of Warcraft: Warlords of Draenor (2014), World of Warcraft: Legion (2016), World of Warcraft: Battle for Azeroth (2018), World of Warcraft: Shadowlands (2020), World of Warcraft: Dragonflight (2022) i World of Warcraft: The War Within (2024) - Edycja World of Warcraft: Battle Chest (2007) zawiera zarówno oryginalną grę, jak i wszystkie dodatki, które nie są jeszcze zawarte w grze podstawowej |                          |
| World of Warcraft: The Burning Crusade Data premiery: 16 stycznia 2007           | Lata wydawania według systemów: 2007 – PC Windows, Mac OS, OS X Informacje i uwagi: - Massively multiplayer online role-playing game, I dodatek do World of Warcraft - Stworzony i wydany przez Blizzard Entertainment - 3,5 mln sprzedanych egzemplarzy (miesiąc od premiery), w tym 300 tys. w Wielkiej Brytanii - Na BlizzConline w 2021 roku zapowiedziano klasyczną wersję dodatku, która ukazała się pod nazwą World of Warcraft: Burning Crusade Classic; jego premiera miała miejsce 1 czerwca 2021 roku |                          |
| World of Warcraft: Wrath of the Lich King Data premiery: 13 listopada 2008       | Lata wydawania według systemów: 2008 – PC Windows, Mac OS, OS X Informacje i uwagi: - Massively multiplayer online role-playing game, II dodatek do World of Warcraft - Stworzony i wydany przez Blizzard Entertainment - 2,8 mln sprzedanych egzemplarzy (doba od premiery), w tym 200 tys. w Wielkiej Brytanii - W kwietniu 2022 roku zapowiedziano klasyczną wersję dodatku, która ukaże się pod nazwą World of Warcraft: Wrath of the Lich King Classic; jego premiera miała miejsce 26 września 2022 roku |                          |
| StarCraft II: Wings of Liberty Data premiery: 27 lipca 2010                      | Lata wydawania według systemów: 2010 – PC Windows, Mac OS X 2024 – PC Game Pass Informacje i uwagi: - Strategia czasu rzeczywistego, I epizod gry – kampania Terran - Stworzona i wydana przez Blizzard Entertainment - 6 mln sprzedanych egzemplarzy, w tym 721 tys. w Stanach Zjednoczonych - Na BlizzCon 2017 ogłoszono, że StarCraft II będzie dostępny w trybie free-to-play, w wyniku czego od 14 listopada 2017 kampania Wings of Liberty i gra wieloosobowa jest dostępna za darmo - Do gry wydano dwa oficjalne dodatki, stworzone i wydane przez Blizzard Entertainment: StarCraft II: Heart of the Swarm (2013) i StarCraft II: Legacy of the Void (2015). Ponadto na BlizzCon 2015 zapowiedziano DLC w postaci trzyczęściowej minikampani zatytułowanej StarCraft II: Nova Covert Ops również opracowaną i wydaną przez Blizzard Entertainment; zadebiutowała 30 marca 2016 roku, druga część pojawiła się 2 sierpnia, a trzecia część została wydana 22 listopada 2016 - Edycja StarCraft II: Battle Chest (2016) zawiera zarówno oryginalną grę, jak i oba dodatki |                          |
| World of Warcraft: Cataclysm Data premiery: 7 grudnia 2010                       | Lata wydawania według systemów: 2010 – PC Windows, Mac OS X Informacje i uwagi: - Massively multiplayer online role-playing game, III dodatek do World of Warcraft - Stworzony i wydany przez Blizzard Entertainment - 4,7 mln sprzedanych egzemplarzy (miesiąc od premiery) - W listopadzie 2023 roku zapowiedziano klasyczną wersję dodatku, która ukaże się pod nazwą World of Warcraft: Cataclysm Classic; jego premiera miała miejsce 20 maja 2024 roku |                          |
| Diablo III Data premiery: 15 maja 2012                                           | Lata wydawania według systemów: 2012 – PC Windows, Mac OS X 2013 – PlayStation 3, Xbox 360 2014 – PlayStation 4, Xbox One 2018 – Nintendo Switch 2025 – Game Pass Informacje i uwagi: - Fabularna gra akcji hack and slash - Stworzona i wydana przez Blizzard Entertainment - Ponad 30 mln sprzedanych egzemplarzy (do połowy 2015 roku, podstawowa gra i dodatek na wszystkie platformy i w różnych kompilacjach), w tym 2 mln w Chinach i 250 tys. w Polsce - 12 maja 2022 roku Blizzard na 10-lecie gry podał, że w Diablo III zagrało 65 milionów osób - Największa odnotowana liczba graczy w ciągu jednego dnia to 5,8 mln - Do gry wydano oficjalny dodatek o nazwie Diablo III: Reaper of Souls (2014) stworzony i wydany przez Blizzard Entertainment - Edycja Diablo III: Ultimate Evil Edition (2014) zawiera zarówno oryginalną grę, jak i dodatek Reaper of Souls |                          |
| World of Warcraft: Mists of Pandaria Data premiery: 25 września 2012             | Lata wydawania według systemów: 2012 – PC Windows, Mac OS X Informacje i uwagi: - Massively multiplayer online role-playing game, IV dodatek do World of Warcraft - Stworzony i wydany przez Blizzard Entertainment - 2,7 mln sprzedanych egzemplarzy (doba od premiery) - W listopadzie 2024 roku zapowiedziano klasyczną wersję dodatku, która ukaże się pod nazwą World of Warcraft: Mists of Pandaria Classic; ; jego premiera miała miejsce 21 lipca 2025 roku |                          |
| StarCraft II: Heart of the Swarm Data premiery: 12 marca 2013                    | Lata wydawania według systemów: 2013 – PC Windows, Mac OS X Informacje i uwagi: - Strategia czasu rzeczywistego, II epizod gry – kampania Zergów, pierwszy dodatek do StarCraft II: Wings of Liberty - Stworzona i wydana przez Blizzard Entertainment - Ponad 1,1 mln sprzedanych egzemplarzy (dwa dni od premiery) - 15 lipca 2015 otrzymał status dodatku samodzielnego, dzięki czemu nie wymaga Wings of Liberty do instalacji |                          |
| Hearthstone Data premiery: 11 marca 2014                                         | Lata wydawania według systemów: 2014 – PC Windows, Mac OS X, iPad 2015 – iOS (iPhone, iPad Touch), Android Informacje i uwagi: - Cyfrowa kolekcjonerska gra karciana, oparta na modelu free-to-play - Stworzona i wydana przez Blizzard Entertainment - Na początku listopada 2018 roku podano, że Hearthstone od czasu premiery zarobił 660 milionów dolarów. - 5 listopada 2018 roku podano, że liczba zarejestrowanych graczy przekroczyła 100 milionów - 11 lutego 2021 roku podano, że w grze w ciągu całego 2020 roku odnotowano ponad 23,5 mln aktywnych graczy z całego świata - Początkowo gra nosiła nazwę Hearthstone: Heroes of Warcraft, ale na przełomie 2016 i 2017 roku skrócono tytuł gry - Gra częściowo bazuje na karciance World of Warcraft Trading Card Game (2006) - Do gry wydano 28 oficjalnych dodatków, stworzonych i wydanych przez Blizzard Entertainment (tabela poniżej). Ponadto wydano pięć trybów przygodowych: Klątwa Naxxramas (22 lipca 2014), Czarna Góra (3 kwietnia 2015), Liga Odkrywców (13 listopada 2015), Pewnej nocy w Karazhanie (12 sierpnia 2016), Przebudzenie Galakronda (21 stycznia 2020) \| Dodatki do Hearthstone \| Dodatki do Hearthstone \| Dodatki do Hearthstone \| \| # \| Tytuł \| Premiera \| \| ---------------------- \| ----------------------------------------------- \| ---------------------------------- \| \| 1. \| Hearthstone: Gobliny vs Gnomy \| 9 grudnia 2014[254][255] \| \| 2. \| Hearthstone: Wielki turniej \| 24 sierpnia 2015[256][257] \| \| 3. \| Hearthstone: Przedwieczni Bogowie \| 27 kwietnia 2016[258][259] \| \| 4. \| Hearthstone: Ciemne zaułki Gadżetonu \| 1 grudnia 2016[260][261] \| \| 5. \| Hearthstone: Podróż do wnętrza Un’Goro \| 7 kwietnia 2017[262][263] \| \| 6. \| Hearthstone: Rycerze Mroźnego Tronu \| 10 sierpnia 2017[264][265] \| \| 7. \| Hearthstone: Koboldy i Katakumby \| 7 grudnia 2017[266][267] \| \| 8. \| Hearthstone: Wiedźmi Las \| 12 kwietnia 2018[268][269] \| \| 9. \| Hearthstone: Projekt Hukatomba \| 7 sierpnia 2018[270][271] \| \| 10. \| Hearthstone: Rozróba Rastakana \| 4 grudnia 2018[272][273] \| \| 11. \| Hearthstone: Wyjście z cienia \| 9 kwietnia 2018[274][275] \| \| 12. \| Hearthstone: Wybawcy Uldum \| 6 sierpnia 2019[276][277] \| \| 13. \| Hearthstone: Wejście smoków \| 10 grudnia 2019[278][279] \| \| 14. \| Hearthstone: Popioły Rubieży \| 7 kwietnia 2020[280][281] \| \| 15. \| Hearthstone: Scholomancjum \| 6 sierpnia 2020[282][283] \| \| 16. \| Hearthstone: Obłędny Festyn Lunomroku \| 17 listopada 2020[284][285] \| \| 17. \| Hearthstone: Zahartowani przez Pustkowia \| 30 marca 2021[286][287] \| \| 18. \| Hearthstone: Zjednoczeni w Wichrogrodzie \| 3 sierpnia 2021[288][289] \| \| 19. \| Hearthstone: Rozbici w Dolinie Alterak \| 7 grudnia 2021[290][291] \| \| 20. \| Hearthstone: Wyprawa do Zatopionego Miasta \| 12 kwietnia 2022[292][293] \| \| 21. \| Hearthstone: Morderstwo w twierdzy Nathria \| 2 sierpnia 2022[294][295] \| \| 22. \| Hearthstone: Pochód Króla Lisza \| 6 grudnia 2022[296][297] \| \| 23. \| Hearthstone: Festiwal Legend[298] \| 11 kwietnia 2023[299][300] \| \| 24. \| Hearthstone: Tytani[301] \| 1 sierpnia 2023[302][303] \| \| 25. \| Hearthstone: Finałowe starcia na Bezludziu[304] \| 14 listopada 2023[305][306] \| \| 26. \| Hearthstone: Majsternia Świstomiga[307] \| 19 marca 2024[308][309] \| \| 27. \| Hearthstone: Tarapaty w tropikach[310] \| 23 lipca 2024[311][312] \| \| 28. \| Hearthstone: Bezkresna ciemność[313] \| 5 listopada 2024[314][315] \| \| 29. \| Hearthstone: W objęciach Szmaragdowego Snu[316] \| 25 marca 2025[317][318] \| \| 30. \| Hearthstone: Zaginione miasto Un'Goro[319] \| 8 lipca 2025 (produkcja)[320][321] \| \| 31. \| Hearthstone: The Heroes of Time[54] \| 2025 (produkcja)[54] \| |                          |
| Diablo III: Reaper of Souls Data premiery: 25 marca 2014                         | Lata wydawania według systemów: 2014 – PC Windows, Mac OS X, PlayStation 3, Xbox 360, PlayStation 4, Xbox One 2018 – Nintendo Switch 2025 – Game Pass Informacje i uwagi: - Fabularna gra akcji hack and slash, dodatek do Diablo III - Stworzona i wydana przez Blizzard Entertainment - 2,7 mln sprzedanych egzemplarzy (tydzień od premiery), w tym 1 mln w Chinach - Na BlizzCon 2016 zapowiedziano DLC zatytułowane Diablo III: Przebudzenie Nekromantów (ang. Diablo III: Rise of the Necromancer) również opracowane i wydane przez Blizzard Entertainment 27 czerwca 2017 roku |                          |
| World of Warcraft: Warlords of Draenor Data premiery: 13 listopada 2014          | Lata wydawania według systemów: 2014 – PC Windows, Mac OS X Informacje i uwagi: - Massively multiplayer online role-playing game, V dodatek do World of Warcraft - Stworzony i wydany przez Blizzard Entertainment - 3,3 mln sprzedanych egzemplarzy (doba od premiery) |                          |
| Heroes of the Storm Data premiery: 2 czerwca 2015                                | Lata wydawania według systemów: 2015 – PC Windows, Mac OS X Informacje i uwagi: - Multiplayer online battle arena oparta na modelu free-to-play - Stworzona i wydana przez Blizzard Entertainment - Ponad 11 mln graczy zapisało się na zamknięte beta-testy gry - Zawiera postacie z czterech uniwersów Blizzarda (Warcraft, StarCraft, Diablo i Overwatch) oraz gry The Lost Vikings - Początkowo w 2010 roku gra miała nazywać się Blizzard DotA, jednakże w wyniku porozumienia pomiędzy Blizzardem i Valve Corporation w 2012 roku nazwa została zmieniona na Blizzard All-Stars. 30 września 2013 roku deweloper zarejestrował nazwę Heroes of the Storm, która 17 października tegoż roku zastąpiła dotychczasową |                          |
| StarCraft II: Legacy of the Void Data premiery: 10 listopada 2015                | Lata wydawania według systemów: 2015 – PC Windows, Mac OS X Informacje i uwagi: - Strategia czasu rzeczywistego, III epizod gry – kampania Protosów, drugi dodatek do StarCraft II: Wings of Liberty - Stworzony i wydany przez Blizzard Entertainment - Ponad 1 mln sprzedanych egzemplarzy (doba od premiery) - Dodatek samodzielny, nie wymaga dwóch poprzednich części gry |                          |
| Overwatch Data premiery: 24 maja 2016                                            | Lata wydawania według systemów: 2016 – PC Windows, macOS, PlayStation 4, Xbox One 2019 – Nintendo Switch 2021 – Xbox Series X/S Informacje i uwagi: - Pierwszoosobowa strzelanka drużynowa z uniwersum osadzonym w futurystycznym świecie. - Stworzona i wydana przez Blizzard Entertainment - W 2017 roku podano, że Overwatch od premiery odnotował ponad 1 mld dolarów przychodu, natomiast w lipcu 2019 podano, że gra zarobiła 1 mld dolarów z samych mikropłatności - 29 kwietnia 2021 roku w wywiadzie dla GameSpot dyrektor gry Aaron Keller podał, że liczba graczy w Overwatch przekroczyła 60 milionów osób - 29 października 2020 roku podczas sprawozdania finansowego podano, że w 3 kwartale w Overwatch odnotowano 10 mln graczy każdego miesiąca - Ponad 7 mln graczy zapisało się na zamknięte beta-testy gry, z kolei w otwartych beta-testach wzięło udział ponad 9,7 mln osób - W momencie zapowiedzi w 2014 roku była to pierwsza nowa marka Blizzarda od 17 lat - 15 września 2022 roku Blizzard poinformował, że w związku z premierą sequela serwery Overwatch zostaną wyłączone 2 października tegoż roku |                          |
| World of Warcraft: Legion Data premiery: 30 sierpnia 2016                        | Lata wydawania według systemów: 2016 – PC Windows, macOS Informacje i uwagi: - Massively multiplayer online role-playing game, VI dodatek do World of Warcraft - Stworzony i wydany przez Blizzard Entertainment - 3,3 mln sprzedanych egzemplarzy (doba od premiery) |                          |
| StarCraft: Remastered Data premiery: 14 sierpnia 2017                            | Lata wydawania według systemów: 2017 – PC Windows, Mac OS X 2024 – PC Game Pass Informacje i uwagi: - Strategia czasu rzeczywistego, remaster StarCrafta i dodatku Brood War - Stworzona przez Blizzard i Lemon Sky Studios; wydana przez Blizzard Entertainment - Pierwszy projekt działu „Classic Games”, wew. zespołu Blizzarda, zajmującego się aktualizacją i odnawianiem klasycznych gier |                          |
| World of Warcraft: Battle for Azeroth Data premiery: 14 sierpnia 2018            | Lata wydawania według systemów: 2018 – PC Windows, macOS Informacje i uwagi: - Massively multiplayer online role-playing game, VII dodatek do World of Warcraft - Stworzony i wydany przez Blizzard Entertainment - 3,4 mln sprzedanych egzemplarzy (doba od premiery) |                          |
| Warcraft III: Reforged Data premiery: 28 stycznia 2020                           | Lata wydawania według systemów: 2020 – PC Windows, macOS 2025 – PC Game Pass Informacje i uwagi: - Strategia czasu rzeczywistego, remaster Warcraft III: Reign of Chaos i dodatku The Frozen Throne - Stworzona przez Blizzard i Lemon Sky Studio; wydana przez Blizzard Entertainment - 13 listopada 2024 roku z okazji 30-lecia serii Warcraft wydano aktualizację 2.0 do Warcraft III: Reforged oraz udostępniono ją w ramach Warcraft Remastered Battle Chest (2024) - Drugi i ostatni projekt działu „Classic Games” Blizzarda, zajmującego się odnawianiem klasycznych gier |                          |
| World of Warcraft: Shadowlands Data premiery: 23 listopada 2020                  | Lata wydawania według systemów: 2020 – PC Windows, macOS Informacje i uwagi: - Massively multiplayer online role-playing game, VIII dodatek do World of Warcraft - Stworzony i wydany przez Blizzard Entertainment - 3,7 mln sprzedanych egzemplarzy (doba od premiery) |                          |
| Diablo II: Resurrected Data premiery: 23 września 2021                           | Lata wydawania według systemów: 2021 – PC Windows, macOS, PlayStation 4, PlayStation 5, Xbox One, Xbox Series X/S, Nintendo Switch Informacje i uwagi: - Fabularna gra akcji hack and slash, remaster Diablo II i dodatku Lord of Destruction - Stworzona przez Blizzard, Vicarious Visions i Lemon Sky Studios; wydana przez Blizzard Entertainment - Ponad 5 mln sprzedanych egzemplarzy (siedem miesięcy od premiery) - Blizzard zapowiedział, że Diablo II: Resurrected nie powtórzy błędu Warcraft III: Reforged i nie zastąpi klienta klasycznej gry, w wyniku czego obie wersje Diablo II są oddzielnie dostępne na Battle.net |                          |
| Diablo Immortal Data premiery: 2 czerwca 2022                                    | Lata wydawania według systemów: 2022 – iOS, Android 2023 – PC Windows, macOS Informacje i uwagi: - Mobilna fabularna gra akcji typu massively multiplayer online game (MMOARPG) oparta na modelu free-to-play - Stworzona przez Blizzard i chińską firmę NetEase; wydana przez Blizzard Entertainment - W listopadzie 2022 roku serwis mobilegamer.biz podał, że gra od premiery odnotowała 300 mln dolarów przychodu, w tym 144 mln z Chin, 66,5 mln ze Stanów Zjednoczonych i 23,8 mln z Korei Południowej. Według serwisu data.ai Immortal w ciągu roku od wydania zarobił 525 mln dolarów, głównie w Chinach i USA - 23 lipca 2022 roku Blizzard poinformował, że grę zainstalowano na ponad 30 milionach urządzeń (dwa miesiące od premiery) - 2 czerwca 2022 roku Blizzard podał, że ponad 35 milionów graczy zarejestrowało się przedpremierowo, na wszystkich platformach, z czego ponad 15 milionów z Chin |                          |
| Overwatch 2 Data premiery: 10 sierpnia 2023 4 października 2022 (wczesny dostęp) | Lata wydawania według systemów: 2022 – PC Windows/macOS (2023 – Steam), PlayStation 4, Xbox One, Nintendo Switch, PlayStation 5, Xbox Series X/S 2024 – Xbox/PC Game Pass Informacje i uwagi: - Pierwszoosobowa strzelanka drużynowa, samodzielny sequel Overwatch oparty na modelu free-to-play - Stworzona przez Blizzard Entertainment i Lemon Sky Studios; wydana przez Blizzard Entertainment - 7 listopada 2022 roku podano, że liczba graczy Overwatch 2 przekroczyła 35 milionów osób (1 miesiąc od premiery). 20 czerwca 2024 roku Blizzard poinformował, że liczba graczy od premiery Overwatcha (2016) przekroczyła 100 mln osób - W 2019 roku podano, że gra będzie kompatybilna z oryginalnym Overwatch (obie gry miały posiadać wspólne rozgrywki, postacie, funkcje itd.), natomiast w 2022 poinformowano, że Overwatch 2 w momencie premiery zastąpi pierwszą część - 19 lipca 2023 roku ogłoszono, że produkcja będzie pierwszą grą, która trafi na platformę Steam firmy Valve (Battle.net nadal będzie wymagany do działania gry). Overwatch 2 zadebiutował na platformie 10 sierpnia 2023 roku |                          |
| World of Warcraft: Dragonflight Data premiery: 28 listopada 2002                 | Lata wydawania według systemów: 2022 – PC Windows, macOS Informacje i uwagi: - Massively multiplayer online role-playing game, IX dodatek do World of Warcraft - Stworzony i wydany przez Blizzard Entertainment |                          |
| Diablo IV Data premiery: 6 czerwca 2023                                          | Lata wydawania według systemów: 2023 – PC Windows/macOS (Steam), PlayStation 4, Xbox One, PlayStation 5, Xbox Series X/S 2024 – Xbox/PC Game Pass Informacje i uwagi: - Fabularna gra akcji hack and slash - Stworzona przez Blizzard Entertainment i Vicarious Visions/Blizzard Albany; wydana przez Blizzard Entertainment - 12 czerwca 2023 roku podano, że gra wygenerowała 666 mln dolarów przychodu w ciągu pierwszych 5 dni od premiery. We wrześniu 2024 roku podano, że od premiery Diablo IV zarobiło ponad 1 mld dolarów. - 19 lipca 2023 roku podczas sprawozdania finansowego podano, że w czerwcu (miesiąc premiery) tegoż roku w Diablo IV zagrało ponad 10 mln osób. 22 sierpnia 2023 roku poinformowano, że od czasu premiery w grę zagrało 12 mln graczy - 15 stycznia 2024 roku Microsoft Gaming ogłosił, że Diablo IV będzie pierwszą grą, która zostanie dodana do Game Pass, 28 marca 2024 roku |                          |
| Warcraft Rumble Data premiery: 3 listopada 2023                                  | Lata wydawania według systemów: 2023 – iOS, Android 2024 – PC Windows (wersja beta) Informacje i uwagi: - Mobilna strategiczna gra akcji i tower defense oparty na modelu free-to-play - Stworzona i wydana przez Blizzard Entertainment - 3 maja 2022 roku została zapowiedziana jako Warcraft Arclight Rumble, lecz 8 sierpnia 2023 roku zmieniono nazwę na Warcraft Rumble |                          |
| World of Warcraft: The War Within Data premiery: 26 sierpnia 2024                | Lata wydawania według systemów: 2024 – PC Windows, macOS Informacje i uwagi: - Massively multiplayer online role-playing game, X dodatek do World of Warcraft i I część trylogii Sagi Serca Świata (ang. The Worldsoul Saga) - Stworzony i wydany przez Blizzard Entertainment |                          |
| Diablo IV: Vessel of Hatred Data premiery: 7 października 2024                   | Lata wydawania według systemów: 2024 – PC Windows/macOS (Steam), PlayStation 4, Xbox One, PlayStation 5, Xbox Series X/S Informacje i uwagi: - Fabularna gra akcji hack and slash, dodatek do Diablo IV - Stworzony i wydany przez Blizzard Entertainment |                          |
| Dodatki do Hearthstone                                                           | |                          |
| #                                                                                | Tytuł | Premiera                 |
| 1.                                                                               | Hearthstone: Gobliny vs Gnomy | 9 grudnia 2014           |
| 2.                                                                               | Hearthstone: Wielki turniej | 24 sierpnia 2015         |
| 3.                                                                               | Hearthstone: Przedwieczni Bogowie | 27 kwietnia 2016         |
| 4.                                                                               | Hearthstone: Ciemne zaułki Gadżetonu | 1 grudnia 2016           |
| 5.                                                                               | Hearthstone: Podróż do wnętrza Un’Goro | 7 kwietnia 2017          |
| 6.                                                                               | Hearthstone: Rycerze Mroźnego Tronu | 10 sierpnia 2017         |
| 7.                                                                               | Hearthstone: Koboldy i Katakumby | 7 grudnia 2017           |
| 8.                                                                               | Hearthstone: Wiedźmi Las | 12 kwietnia 2018         |
| 9.                                                                               | Hearthstone: Projekt Hukatomba | 7 sierpnia 2018          |
| 10.                                                                              | Hearthstone: Rozróba Rastakana | 4 grudnia 2018           |
| 11.                                                                              | Hearthstone: Wyjście z cienia | 9 kwietnia 2018          |
| 12.                                                                              | Hearthstone: Wybawcy Uldum | 6 sierpnia 2019          |
| 13.                                                                              | Hearthstone: Wejście smoków | 10 grudnia 2019          |
| 14.                                                                              | Hearthstone: Popioły Rubieży | 7 kwietnia 2020          |
| 15.                                                                              | Hearthstone: Scholomancjum | 6 sierpnia 2020          |
| 16.                                                                              | Hearthstone: Obłędny Festyn Lunomroku | 17 listopada 2020        |
| 17.                                                                              | Hearthstone: Zahartowani przez Pustkowia | 30 marca 2021            |
| 18.                                                                              | Hearthstone: Zjednoczeni w Wichrogrodzie | 3 sierpnia 2021          |
| 19.                                                                              | Hearthstone: Rozbici w Dolinie Alterak | 7 grudnia 2021           |
| 20.                                                                              | Hearthstone: Wyprawa do Zatopionego Miasta | 12 kwietnia 2022         |
| 21.                                                                              | Hearthstone: Morderstwo w twierdzy Nathria | 2 sierpnia 2022          |
| 22.                                                                              | Hearthstone: Pochód Króla Lisza | 6 grudnia 2022           |
| 23.                                                                              | Hearthstone: Festiwal Legend | 11 kwietnia 2023         |
| 24.                                                                              | Hearthstone: Tytani | 1 sierpnia 2023          |
| 25.                                                                              | Hearthstone: Finałowe starcia na Bezludziu | 14 listopada 2023        |
| 26.                                                                              | Hearthstone: Majsternia Świstomiga | 19 marca 2024            |
| 27.                                                                              | Hearthstone: Tarapaty w tropikach | 23 lipca 2024            |
| 28.                                                                              | Hearthstone: Bezkresna ciemność | 5 listopada 2024         |
| 29.                                                                              | Hearthstone: W objęciach Szmaragdowego Snu | 25 marca 2025            |
| 30.                                                                              | Hearthstone: Zaginione miasto Un'Goro | 8 lipca 2025 (produkcja) |
| 31.                                                                              | Hearthstone: The Heroes of Time | 2025 (produkcja)         |

#### Gry w produkcji
| Tytuł                                                | Szczegóły |
| ---------------------------------------------------- | --- |
| World of Warcraft: Midnight Data premiery: Lato 2025 | Lata wydawania według systemów: ? – PC Windows, macOS Informacje i uwagi: - Massively multiplayer online role-playing game, XI dodatek do World of Warcraft i II część trylogii Sagi Serca Świata (ang. The Worldsoul Saga) - Tworzony przez Blizzard Entertainment   |
| World of Warcraft: The Last Titan Data premiery: ?   | Lata wydawania według systemów: ? – PC Windows, macOS Informacje i uwagi: - Massively multiplayer online role-playing game, XII dodatek do World of Warcraft i III część trylogii Sagi Serca Świata (ang. The Worldsoul Saga) - Tworzony przez Blizzard Entertainment |

### Porty gier
| Tytuł                                          | Gatunek                       | Data premiery | Data premiery portu | System                       | Źr.          |
| ---------------------------------------------- | ----------------------------- | ------------- | ------------------- | ---------------------------- | ------------ |
| Battle Chess                                   | Szachy                        | 1988          | 1992                | PC Windows 3.x, Commodore 64 | [ 1 ] [ 22 ] |
| Battle Chess II: Chinese Chess                 | Szachy                        | 1991          | 1992                | AmigaOS                      | [ 1 ] [ 22 ] |
| J.R.R. Tolkien’s The Lord of the Rings, Vol. I | Komputerowa gra fabularna     | 1990          | 1992                | AmigaOS                      | [ 1 ] [ 22 ] |
| Castles                                        | Strategia czasu rzeczywistego | 1991          | 1992                | AmigaOS                      | [ 22 ]       |
| MicroLeague Baseball                           | Komputerowa gra sportowa      | 1984          | 1992                | AmigaOS                      | [ 22 ]       |
| Lexi-Cross                                     | Komputerowa gra logiczna      | 1991          | 1992                | Mac OS                       | [ 22 ]       |
| Dvorak on Typing                               | gra edukacyjna                | 1992          | 1992                | Mac OS                       | [ 22 ]       |
| Shanghai II: Dragon's Eye                      | Madżong jednoosobowy          | 1993          | 1993                | PC Windows 3.x               | [ 1 ] [ 22 ] |

### Projekty anulowane lub niewydane
Dwaj współzałożyciele Blizzarda, odpowiednio Allen Adham w 2018 roku i Michael Morhaime w 2019, stwierdzili, że około 50% gier nad którymi pracowała firma, nigdy nie ujrzała światła dziennego, ponieważ zostały anulowane w trakcie produkcji.
| Tytuł (Spis alfabetyczny)                                 | Planowana premiera | Informacje o projekcie | Platformy                                         |
| --------------------------------------------------------- | ------------------ | --- | ------------------------------------------------- |
| Ares (nazwa kodowa projektu)                              | bd.                | FPS opisywany jako „coś w stylu Battlefielda w uniwersum StarCrafta”, tworzony przez Dustina Browdera od 2017 roku. Początkowo był to eksperyment gry, który miał na celu pokazanie co może wyjść z połączenia marki StarCraft z silnikiem opracowanym na potrzeby Overwatch. Stworzono prototypy gry, w których gracz jako terrański marine mógł strzelać do Zergów, a także planowano eksperymentować z grywalnymi Zergami. Ostatecznie w czerwcu 2019 roku projekt anulowano, ponieważ produkcja posuwała się dość wolno; głównym powodem kasacji gry według Blizzarda było zwiększenie zasobów franczyzy Diablo i Overwatch.                                       | ?                                                 |
| Bloodlines                                                | bd.                | Gra o rywalizacji klanów, składających się z robotów, cyborgów czy kosmicznych wampirów itp. tworzona w latach 90. przez Chrisa Metzena i Nicka Carpentera. Była w fazie planowania, koncepcji oraz pierwszych przymiarek do tworzenia modeli 3D. Ostatecznie projekt został anulowany, a część pomysłów przeniesiono do StarCrafta. | ?                                                 |
| Crixa                                                     | bd.                | Strzelanka kosmiczna w 2D. Tworzona w 1995 i 1996 roku przez Qualia Games. W późniejszym czasie podpisano umowę pomiędzy deweloperem a Blizzardem na okres 10 miesięcy w celu rozwoju projektu. Wydano prototyp gry, jednak ostatecznie została anulowana ze względu na dużą konkurencję na rynku. | Planowano na: PC, Mac OS                          |
| Crossroads                                                | bd.                | Projekt MMO zaproponowany przez Chrisa Metzena, według którego placówka na odległej planecie byłaby rodzajem skrzyżowana, przez które przemieszcza się ogromna liczba ludzi i kosmitów. Gra miała mieć z 6–9 klas, jednak koncepcja zaczęła się rozpadać podczas 1. spotkania projektowego. Projektant Jeff Goodman chciał gry z 50 klasami, z których każda jest niepowtarzalna, z własnymi unikalnymi zdolnościami i historiami. Jednak ze względu na trudności z zaimplementowaniem tylu klas do MMO pomysł został porzucony. | ?                                                 |
| Denizen                                                   | bd.                | Nieznana gra Blizzarda, wspomniana jako anulowany projekt podczas konferencji D.I.C.E. 2008. | ?                                                 |
| Diablo II: Salvation                                      | bd.                | Znak towarowy zarejestrowany w 2001 roku. Drugi dodatek do Diablo II tworzony przez Blizzard North. Miał wprowadzić do gry dwie nowe klasy postaci, klany i rozszerzone możliwości trybu wieloosobowego. Jednak po kilku sesjach burzy mózgów porzucono pomysł kolejnego dodatku. | Planowano na: PC, Mac OS                          |
| Diablo 2.5 lub Hydra (nazwa kodowa projektu)              | bd.                | Początkowo drugi dodatek do Diablo II (patrz DII: Salvation), jednak potem zdecydowano się na produkcję Diablo III w wersji Blizzard North, które miało być MMO nastawionym na PvP i frakcje. Gra wykorzystała silnik 3D, ale wizualnie miała przypominać poprzednie odsłony. Prace rozpoczęto w 2001 r., a do 2003 stworzono niektóre elementy gry. Jednak ze względu na odejście Davida Brevika i braci Schaefer z firmy w 2003 roku, tę wersję DIII anulowano a studio zajęło się produkcją gry, którą wewnętrznie nazywano Diablo 2.5. Ostatecznie w 2005 r. gra, która była ukończona w 33%, została anulowana, a Blizzard North zamknięty z powodów finansowych. | Planowano na: PC, Mac OS                          |
| Diablo III: The King in the North (nazwa kodowa projektu) | bd.                | RPG; dodatek do Diablo III, który był planowany podczas tworzenia Reaper of Souls i miał zostać ujawniony na BlizzCon 2015. Zrezygnowano z tego pomysłu i pod naciskiem CEO Mike’a Morhaime’a zdecydowano na przełomie 2013 i 2014 roku, że jego zawartość zostanie wydana w postaci bezpłatnej aktualizacji. Nieoficjalnie zrezygnowano z wydania dodatku z powodu braku stałego przychodu Diablo III oraz niechęci ze strony kadry kierowniczej; zespół deweloperski został przeniesiony do pracy na Diablo IV i Diablo Immortal. W lipcu 2016 ogłoszono, że produkcję wstrzymano z powodu braku dostępnego personelu.                                               | ?                                                 |
| Diablo Junior                                             | bd.                | RPG, prequel Diablo lub port Diablo II tworzony przez Blizzard North. Gra miała posiadać system kartridży podobny do gier Pokémon, na których miały być wydane różne wersje gry z innymi klasami bohaterów i wsparciem dla handlu. Ostatecznie gra została anulowana ze względu na koszty produkcji. | Planowano na: Game Boy Color lub Game Boy Advance |
| Diablo MMO                                                | bd.                | MMORPG, niedoszła koncepcja zespołu deweloperskiego Diablo III, aby przebudować grę w taki sposób, aby wspierała rozgrywkę MMO. Postulowano przy tym pozostawienie domu aukcyjnego oraz wymóg stałego połączenia internetowego. Ostatecznie pomysł został porzucony. | Planowano na: PC, Mac OS X                        |
| Games People Play                                         | bd.                | Gra tworzona w latach 90. i opisywana jako „krzyżówki, boggle i inne gry słowne”. | ?                                                 |
| Hades (nazwa kodowa projektu)                             | bd.                | Wstępny projekt Diablo IV, nad którym pracował "Team 3" i Josh Mosqueira od 2014 roku, zaraz po wydaniu RoS i anulowaniu The King in the North. Według osób pracujących nad grą miało być to Diablo w stylu Dark Souls; byłby to gotycki i wymagający dungeon crawler z kamerą umieszczoną za plecami bohatera zamiast tradycyjnego rzutu izometrycznego. Hades był tak dużym odejściem od serii, że niektórzy sądzili, że gra może nie otrzymać nazwy Diablo IV. Ostatecznie po 2 latach produkcji, w 2016 roku projekt został porzucony. Nieznane są przyczyny anulowania gry, jednak za powód podaje się burzliwy cykl rozwoju albo odejście Mosqueiry z firmy.     | ?                                                 |
| Hearthstone VR                                            | bd.                | Wersja karcianki Hearthstone przeznaczona na urządzenia do rzeczywistości wirtualnej. Nad projektem pracowały dwie osoby, którym udało się stworzyć działający prototyp. W grze można było chodzić po Tawernie i z kimś zagrać; była również opcja przewrócenia stołu. Nie udało się zaimplementować większej ilości zawartości, ponieważ nad projektem pracowano tylko dwa tygodnie, a następnie zaniechano dalszych prac. Przedstawiciele Blizzarda uznali to za ciekawy pomysł, jednak stwierdzili, że gracze preferują tradycyjny sposób rozgrywki. | Planowano na: VR                                  |
| Nomad (nazwa kodowa projektu)                             | bd.                | MMORPG będące zespołową strzelanką lub grą taktyczną w realiach sci-fi, tworzone po zakończeniu prac nad StarCraftem i wzorowane po części na grach Necromunda i Final Fantasy. Jednak brak kierunku dla rozwoju gry spowodował, że została porzucona na rzecz World of Warcraft. | Planowano na: PC, Mac OS                          |
| Niezapowiedziana gra Blizzarda                            | bd.                | Mniejsza produkcja tworzona od grudnia 2013 roku przez niewielki zespół deweloperski, kierowany przez projektanta Michaela Bootha. Jednak pod koniec lipca 2015 projekt został anulowany. | Planowano na: PC, Mac OS X                        |
| Niezapowiedziana gra mobilna                              | bd.                | Mniejsza produkcja przeznaczona na urządzenia mobilne, o której nie konkretnych informacji. W czerwcu 2019 roku została anulowana (wraz ze strzelanką o nazwie Ares) w celu przesunięcia zasobów firmy do produkcji gier z serii Diablo i Overwatch. | ?                                                 |
| Pax Imperia 2                                             | końcówka 1995      | RTS, sequel gry Pax Imperia tworzony przy współpracy Blizzarda i Changeling Software. Ogłoszony 9 stycznia podczas targów CES 1995. W 1996 roku Blizzard sprzedał prawa do gry firmie THQ, która wraz z Heliotrope Studios dopracowała i wydała ją w 31 października 1997 pod tytułem Pax Imperia: Eminent Domain. | Planowano na: PC, Mac OS                          |
| Raiko                                                     | bd.                | Nieznana gra Blizzarda, wspomniana jako anulowany projekt podczas konferencji D.I.C.E. 2008. | ?                                                 |
| Ronin                                                     | bd.                | Nieznana gra Blizzarda, wspomniana jako anulowany projekt w albumie The Art of Blizzard Entertainment, wydanym 12 lutego 2013 roku. | ?                                                 |
| RPM II                                                    | bd.                | Wyścigi. Po wydaniu RPM Racing w 1991 roku, zdecydowano się na produkcję sequela, jednak w wyniku inspiracji ze strony Briana Fargo z Interplay i pozwoleniu na licencjonowanie wersji MIDI utworów heavymetalowych, zrezygnowano z produkcji RPM II na rzecz Rock n' Roll Racing, które stało się duchowym następą RPM Racing. | ?                                                 |
| Shattered Nations                                         | bd.                | Jedna z gier strategicznych sci-fi, nad którą pracował Blizzard w okresie rozwoju StarCrafta. Miała być to turowa gra post-apokaliptyczna, gdzie frakcje zajmują się zdobywaniem technologii. Gra została anulowana, jednak część koncepcji została prawdopodobnie wykorzystana w SC. | Planowano na: PC, Mac OS                          |
| Starblo                                                   | bd.                | aRPG tworzony przez Blizzard North po zakończeniu prac nad Diablo II. Spośród wielu pomysłów, zespół zdecydował, aby stworzyć „klona Diablo”, ale jako space operę, w wyniku czego zyskał on przydomek Starblo z ustawieniem w kosmosie i zrobiony według formuły aRPG. Gra miała posiadać kilka aktów i miała być rozłożona na wiele światów, natomiast gracze mieli podróżować w konfigurowalnym statku. Do 2003 roku stworzono kilka wersji gry, ale nie wymyślono ostatecznej nazwy dla niej. W tym samym roku projekt został anulowany. | Planowano na: PC, Mac OS                          |
| StarCraft: Ghost                                          | 2006               | Gra akcji będąca połączeniem TPP i skradanki. Produkowana od 2001 roku przy współpracy z Nihilistic Software, a od 2004 ze Swingin’ Ape Studios. Zapowiedziana 20 września 2002 na Tokyo Game Show. Latem 2006 r. prace nad grą wstrzymano do odwołania, ponieważ zastanawiano się nad kontynuowaniem produkcji. Zdecydowano o zaprzestaniu rozwoju gry ze względu na skierowanie zasobów dla WoW-a, SCII i DIII. W 2014 roku gra została oficjalnie anulowana. W styczniu 2020 r. w internecie zaczęły pojawiać się przecieki z wersji Xbox, nad którą pracowało Nihilistic; 16 lutego udostępniono w sieci deweloperską wersję gry.                                  | Planowano na: PlayStation 2, Xbox, GameCube       |
| StarCraft II: Phoenix                                     | 2011               | Niepotwierdzona gra Blizzarda osadzona w uniwersum StarCraft. W oparciu o wyciekły harmonogram wydawniczy, gra miała zostać wydana pod koniec 2011 roku, w tym samym czasie co Heart of the Swarm. Zapytana o komentarz, firma nie potwierdziła ani nie zaprzeczyła istnieniu takiej gry. | ?                                                 |
| Titan (nazwa kodowa projektu)                             | 2016               | MMO z uniwersum w realiach science-fiction, oparte na modelu free-to-play. Projekt rozwijany od 2007 roku, jednak w 2013 roku proces rozwoju został uruchomiony od nowa, ponieważ zdecydowano, że projekt pójdzie w innym kierunku. W 2014 roku po siedmiu latach produkcji gra została anulowana, a część elementów trafiło do FPS o nazwie Overwatch. | Planowano na: PC, Mac OS X                        |
| Warcraft Adventures: Lord of the Clans                    | Zima 1998          | Komputerowa gra przygodowa typu wskaż i kliknij, tworzona przy współpracy z Animation Magic od połowy 1996 roku. Została zapowiedziana 17 marca 1997 roku. Na początku 1998 gra była w fazie alfa i prawie ukończona. Po kolejnych 3 miesiącach produkcji, premierę przesunięto na zimę. Ostateczne ze względu na dużą konkurencję oraz problemy produkcyjne, 22 maja 1998 r. oficjalnie ogłoszono, że po 18 miesiącach produkcji, projekt został anulowany. W 2010 r. na YouTube pojawił się pierwszy przeciek z gry, w 2014 pojawił się film z pełnej wersji bez przerywników; 9 września 2016 udostępniono w sieci pełną, grywalną wersję.                          | Planowano na: PC, Mac OS                          |
| Warcraft GO                                               | ?                  | Mobilna gra miejska z uniwersum Warcrafta, wzorowana na Pokémon Go i tworzona przez wew. zespół "Incubation" Blizzarda; jej głównym projektantem był Cory Stockton. Po raz pierwszy wspomniana ok. listopada 2018 r.; wówczas była w fazie produkcyjnej. Decyzja o rozpoczęciu prac nad nią była podyktowana kwestiami finansowymi, jak również popularnością Pokemonów. Według doniesień była bardziej rozwinięta niż Pokémon Go i miała własne mechaniki związane z trybem jednoosobowym. 29 kwietnia 2022 r. Jez Corden (Windows Central) i Jason Schreier (Bloomberg) podali, że gra została anulowana na początku tegoż roku.                                     | Planowano na: iOS, Android                        |
| Warcraft Legends                                          | ?                  | Gra z uniwersum Warcrafta, która była tworzona pomiędzy wydaniem Warcrafta II i III. W Legends nie było budowania bazy ani mgły wojny, a kamera znajdowała na ramieniu bohatera, którego kontrolowali gracze. Projekt anulowano w trakcie produkcji, jednak kierowanie bohaterem przeniesiono do Warcraft III, łącząc je z elementami RPG i RTS. | ?                                                 |